# Gare de Bagni di Tivoli
 (juin 2021).
Si vous disposez d'ouvrages ou d'articles de référence ou si vous connaissez des sites web de qualité traitant du thème abordé ici, merci de compléter l'article en donnant les références utiles à sa vérifiabilité et en les liant à la section « Notes et références ».
La gare de Bagni di Tivoli (en italien : Stazione di Bagni di Tivoli) est l'une des deux gares de la commune de Tivoli dans le Latium en Italie. Gare secondaire de la ville, elle est située dans la plaine de l'Agro Romano à l'ouest du centre-ville de Tivoli.

## Situation ferroviaire
Gare secondaire de Tivoli, Bagni di Tivoli est située à 63 m d'altitude, dans la plaine de l'Agro Romano, avant l'ascension de la ligne dans les monts Tiburtins par une large boucle vers le nord et les communes de Guidonia et de Marcellina. Elle est au point kilométrique (PK) 20 de la ligne reliant la gare de Rome-Tiburtina (« Tibur » étant le nom antique de Tivoli) à la gare de Tivoli avant de continuer son parcours vers Pescara sur la côte adriatique.

## Histoire

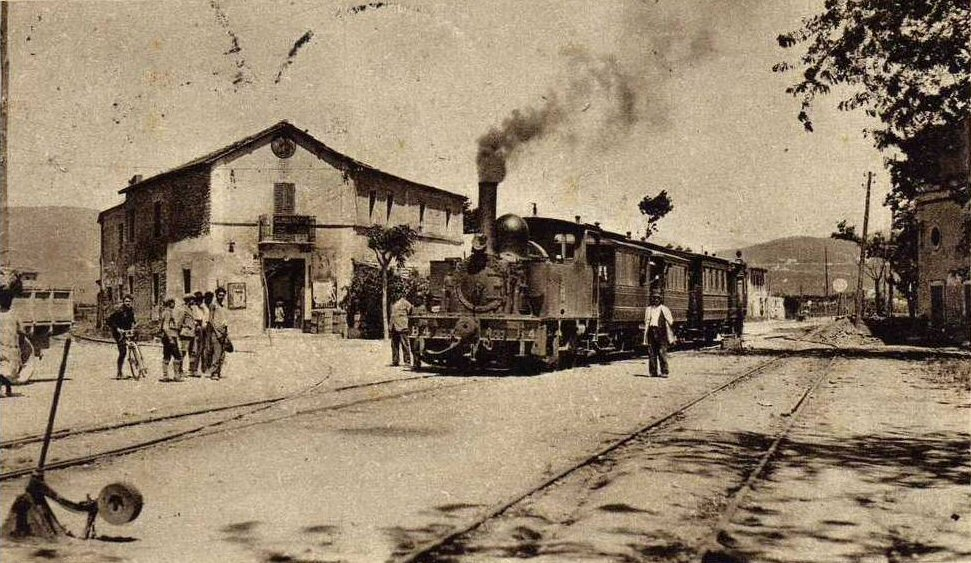
La gare vers 1920.

La gare de Bagni di Tivoli est inaugurée le 1er août 1887 lors de l'ouverture de la ligne devant relier Rome à la ville de Tivoli alors en plein essor économique notamment en raison du thermalisme historique de la commune, devenue une attraction touristique populaire pour les Romains à la fin du XIXe siècle. L'arrêt à Bagni di Tivoli correspond précisément à la zone des activités thermales de la commune situées dans la frazione de Tivoli Terme localisée à 6 kilomètres à l'ouest de Tivoli sur la via Tiburtina partant de Rome.
En 1961, la scène finale du film italien Les Deux Brigadiers (I due marescialli) du réalisateur Sergio Corbucci, avec les acteurs Totò et Vittorio De Sica dans les rôles principaux, est tournée dans la gare.

## Service des voyageurs

### Desserte
Gérée par le Rete ferroviaria italiana (compagnie nationale italienne des chemins de fer), la gare de Bagni di Tivoli est située sur la ligne régionale FL2 reliant la gare de Rome-Tiburtina à celle de Tivoli-Centre (terminus de la ligne) avec des trains toutes les demi-heures en provenance ou au départ de Rome et des horaires renforcés aux heures de pointe. Ces deux stations de la commune de Tivoli ne se succèdent cependant pas, puisque la ligne fait un détour vers le nord pour gravir les monts Tiburtins avec des arrêts aux gares de Guidonia-Montecelio-Sant'Angelo puis de Marcellina-Palombara avant d'atteindre le terminus.
Elle constitue également l'une des gares de la ligne ferroviaire Rome-Sulmona-Pescara, reliant Rome à Pescara sur la côte adriatique dans les Abruzzes en traversant le pays dans sa largeur au niveau du milieu de la botte italienne.